# In It for the Money
In It for the Money è il secondo album discografico in studio del gruppo musicale alternative rock inglese Supergrass, pubblicato nel 1997.

## Tracce
1. In It for the Money – 3:05
2. Richard III – 3:13
3. Tonight – 3:09
4. Late in the Day – 4:43
5. G-Song – 3:27
6. Sun Hits the Sky – 4:55
7. Going Out – 4:16
8. It's Not Me – 2:56
9. Cheapskate – 2:43
10. You Can See Me – 3:40
11. Hollow Little Reign – 4:08
12. Sometimes I Make You Sad – 2:48

## Classifiche
- Official Albums Chart - #2[1]